# SLC25A32
SLC25A32 (англ. Solute carrier family 25 member 32) – білок, який кодується однойменним геном, розташованим у людей на 8-й хромосомі. Довжина поліпептидного ланцюга білка становить 315 амінокислот, а молекулярна маса — 35 407.
| 10         |  | 20         |  | 30         |  | 40         |  | 50         |
| ---------- |  | ---------- |  | ---------- |  | ---------- |  | ---------- |
| MTGQGQSASG |  | SSAWSTVFRH |  | VRYENLIAGV |  | SGGVLSNLAL |  | HPLDLVKIRF |
| AVSDGLELRP |  | KYNGILHCLT |  | TIWKLDGLRG |  | LYQGVTPNIW |  | GAGLSWGLYF |
| FFYNAIKSYK |  | TEGRAERLEA |  | TEYLVSAAEA |  | GAMTLCITNP |  | LWVTKTRLML |
| QYDAVVNSPH |  | RQYKGMFDTL |  | VKIYKYEGVR |  | GLYKGFVPGL |  | FGTSHGALQF |
| MAYELLKLKY |  | NQHINRLPEA |  | QLSTVEYISV |  | AALSKIFAVA |  | ATYPYQVVRA |
| RLQDQHMFYS |  | GVIDVITKTW |  | RKEGVGGFYK |  | GIAPNLIRVT |  | PACCITFVVY |
| ENVSHFLLDL |  | REKRK      |  |            |  |            |  |            |

A: Аланін

C: Цистеїн

D: Аспарагінова кислота

E: Глутамінова кислота

F: Фенілаланін

G: Гліцин

H: Гістидин

I: Ізолейцин

K: Лізин

L: Лейцин

M: Метіонін

N: Аспарагін

P: Пролін

Q: Глутамін

R: Аргінін

S: Серин

T: Треонін

V: Валін

W: Триптофан

Задіяний у такому біологічному процесі, як транспорт. 
Локалізований у мембрані, мітохондрії, внутрішній мембрані мітохондрії.